# История ментальностей
Термин история ментальностей — калька с французского histoire des mentalités (что можно также перевести как 'история установок, 'история мировоззрений'), термин, относящийся к манере описания истории (см. историография) связанный с tournant critique последнего поколения школы «Анналов» (в частности, история книги и чтения у Роже Шартье).
История ментальностей фокусируется не на войнах, великих людях, и политике, которые были объектом большинства европейских историографий с древних времен, а, наоборот, на мышлении в культурах и социальных группах прошлого. Термин можно также рассматривать в качестве эквивалента или гипонима для истории культуры.